# Ngwatsau
Ngwatsau är en ort (village) i distriktet Southern i södra Botswana. 